# Musashi (Roman)
Der historische Roman Musashi stammt von dem japanischen Schriftsteller Yoshikawa Eiji (1892–1962) und wurde vor dem Zweiten Weltkrieg zunächst in den Jahren 1935 bis 1939 als Fortsetzungsroman in der japanischen Tageszeitung Asahi Shimbun veröffentlicht. Hauptperson ist der historische Samurai Miyamoto Musashi.

## Zum Inhalt

### Personen
- Musashi: (anfangs Takezo) – historisch belegte Person
- Matahachi: Sohn Osugis, Freund Musashis
- Osugi: Matahachis Mutter aus der Familie Hon’iden
- Otsu: platonische Liebe Musashis, anfangs Verlobte Matahachis
- Oko: Witwe, Geliebte Matahachis
- Akemi: Okos Tochter, verliebt in Musashi, später Geliebte Matahachis
- Takuan Sōhō: Priester und Mentor Musashis – historisch belegte Person
- Jotaro: Erster Schüler Musashis, langjähriger Begleiter Otsus
- Sasaki Kojirō: Auch Ganryu genannt, Musashis Rivale – historisch belegte Person
- Yoshioka Kempo: Gründer der Yoshioka-Schwertkampfschule – historisch belegte Person
- Iori Sannosuke: Zweiter Schüler Musashis – historisch belegte Person, Nachfolger Musashis

### Handlung
Der Roman beruht auf den Taten eines real existierenden Samuraikriegers und beginnt im Jahr 1600 mit dem Ende der Schlacht in der Ebene von Sekigahara, an der Takezo (später nennt er sich Musashi) und sein bester Freund Matahachi teilnehmen. In Japan herrscht seit Jahrzehnten Bürgerkrieg und die beiden Jungen beschließen sich am Kampf zwischen den Ost- und West-Armeen teilzunehmen und Samurai zu werden. Musashi wird von einem Mönch gefangen genommen, von Otsu zunächst befreit und nochmals gefangen. Er wird für drei Jahre eingesperrt und widmet sich dort den Klassikern Japans und Chinas. Wieder auf freiem Fuß verfolgt er in den nächsten Jahren sein Ziel ein unerbittlicher Krieger zu werden. Nach und nach bemerkt er, dass der Weg eines Samurai sich nicht allein auf die Kraft und Brutalität des Kämpfers beschränkt. Daher beginnt er seine Technik im Umgang mit den Schwertern zu perfektionieren, so dass es ihm gelingt mit zwei Schwertern gleichzeitig zu kämpfen. Immer wieder erprobt er sich in Kämpfen mit zahlreichen Gegnern. Zudem bildet er jene in diesen Techniken aus, die sich ihm anschließen. Er entwickelt sich für die Menschen in seinem Umfeld zu einem Helden wider Willen. Den Höhepunkt bildet der erfolgreiche Kampf Musashis gegen seinen größten Konkurrenten Kojiro am Ende des Buches.
Der Roman behandelt neben der Beziehung zu Otsu die kriegerische, philosophische und künstlerische Entwicklung Musashis (Entwicklungsroman), die sich unter anderem in der Namensänderung Takezos in Musashi (andere Lesart der Schriftzeichen seines Namens) und seiner Kampfweise mit beiden Schwertern (Katana und Wakizashi) äußert, die wiederum mit dem Kreis (Ensō, in Musashis Philosophie Symbol für die Einheit mit dem Universum) in Verbindung steht.
Weiterhin wird das Japan der damaligen Zeit vorgestellt: Alle gesellschaftlichen Schichten, vom Bauern oder Bettelmönch bis zu Samurai und Hochadel; ebenso alle Lebensarten der damaligen Zeit, vom Philosophen bis hin zum Rotlichtmilieu sowie verschiedener Religionen Japans, Shintō und Zen. Hierbei liegt der Schwerpunkt auf Zen, Shinto spielt nur in Form von Ritualen eine Rolle. Auch die Vermischung zwischen den genannten Elementen (so beispielsweise die Geschichte eines zum Bauern abgestiegenen Samurai, der später zum Bettelmönch wird, oder der Lebensweg von dessen Sohn, der wieder Samurai wird, aber auch die Rolle eines Philosophen im Nachtleben) wird thematisiert.
Die Kunst des Romans besteht weiterhin in den ständigen Wiederbegegnungen der Haupt- und Nebencharaktere, die besonders bei dem Abschied Musashis von all seinen Bekannten vor dem Kampf gegen Sasaki Kojirō am Schluss des Buches deutlich wird.
Zu den wenigen fast komisch wirkenden Bestandteilen des Romans zählt die einseitige Liebe Akemis zu Musashi und die Beziehung Matahachis zu Oko und später auch Akemi, wobei diese ihn zumeist bestehlen.

## Geschichtlicher Hintergrund
Miyamoto Musashi lebte von 1584 bis 1645 und gilt als der wohl bekannteste Samurai. Er entwickelte die Technik des Kampfes mit 2 Schwertern, dem Katana (Langschwert) und dem Wakizashi (Kurzschwert). Im mittleren Alter legte er seine Waffen nieder und widmete sich der Kalligrafie (Shodō) Tuschemalerei und Philosophie. Das ihm zugeschriebene Buch der Fünf Ringe, eine Abhandlung über das Wesen des Kampfes, ist auch heute noch von Bedeutung.
Viele der im Roman erwähnten Ereignisse fanden wirklich statt. Dennoch bleibt ein Großteil Fiktion und weicht sehr von der historischen Person Musashi ab.

## Der Roman als Vorlage
Musashi diente als Vorlage für die japanischen Kinofilme Samurai 1: Miyamoto Musashi, Samurai 2: Miyamoto Musashi: Ichijōji no Kettō und Samurai 3: Miyamoto Musashi: Kettō Ganryū-jima (auch als Samurai-Trilogie bekannt). Unter der Regie von Hiroshi Inagaki spielte Toshirō Mifune jeweils die Hauptrolle.
Auch die Manga-Serie Vagabond von Takehiko Inoue, die 2002 mit dem Osamu-Tezuka-Kulturpreis ausgezeichnet wurde, beruht auf dem Roman.

## Deutsche Ausgaben
In Deutschland erschien der Roman in zwei unterschiedlichen Fassungen, aus dem Englischen übersetzt von Werner Peterich
- Yoshikawa Eiji: Musashi. Droemer Knaur, München 1984, ISBN 3-426-19109-1, (ungekürzte Ausgabe).
- Yoshikawa Eiji: Musashi. Droemer Knaur, München 1987, ISBN 3-426-01517-X, (gekürzte Taschenbuchausgabe).